# Goryphus apicalis
Goryphus apicalis är en stekelart som beskrevs av Holmgren 1868. Goryphus apicalis ingår i släktet Goryphus och familjen brokparasitsteklar. Inga underarter finns listade i Catalogue of Life.